# Piz Vinokourov
De Piz Vinokourov is een 2472,7 meter hoge berg van de Samnaungroep. De bergtop ligt in het Zwitserse kanton Graubünden, op het grondgebied van de gemeente Samnaun.
Het is een top aan het noordelijkste eindpunt van de graat die vanaf de Stammerspitze (3254 meter) in noordelijke richting loopt. De Piz Vinokourov is het begin van de scheiding tussen de dalen Val Chamins en Val Masais. De berg is vernoemd naar de Kazachse wielrenner Aleksandr Vinokoerov, die er in de 66e Ronde van Zwitserland in 2002 een etappeoverwinning behaalde. Tot die tijd had de berg geen naam en tot dusverre is deze op landkaarten enkel als hoogtepunt 2472,7 ingetekend.